# Холгуин, Брайан
Брайан Холгуин (англ. Brian Holguin) — американский писатель, работающий в индустрии комиксов. Он известен по своей работе над комиксом Aria, и Спауном Тодда Макфарлейна.
Он написал сюжет к комиксам Спаун: Убийца Богов, которое является фэнтэзийном переосмыслением Спауна.

### Aria (1999)
- Aria/Angela: Heavenly Creatures (2000)
- Aria: The Soul Market (2001)
- Aria: A Midwinter’s Dream (2002)
- Aria: Summer’s Spell (2002)
- Aria: The Uses of Enchantment (2003)

### KISS: Psycho Circus (1997)
- KISS: Psycho Circus Vol. 01 — 'Книга Первая'

### Mr Majestic (1999)
- Mr Majestic (в соавторстве с Джо Кэйси и художником Эдом МакГинессом (Mr Majestic Vol 1. Nos 1-6))

### Spawn (1998—2005)
- Spawn (номера 71-190)

### Spawn: The Dark Ages (1999—2000)
- Spawn: The Dark Ages (выпуски 1-14)